# Stéphane Mallarmé
Stéphane Mallarmé, cujo verdadeiro nome era Étienne Mallarmé, (Paris, 18 de Março de 1842 – Valvins, comuna de Vulaines-sur-Seine, Seine-et-Marne, 9 de Setembro de 1898) foi um poeta e crítico literário francês, considerado um dos principais representantes do decadentismo e do simbolismo. Sua obra poética, marcada pelo obscurantismo e pela experimentação visual, promoveu uma renovação da poesia na segunda metade do século XIX, influenciando não somente a poesia moderna como também alguns movimentos e autores contemporâneos.

## O Início
Mallarmé começou a publicar seus poemas na revista O Parnaso Contemporâneo (Le Parnasse Contemporain), editada na capital francesa na década de 1860, quando ele se mudou para o interior da França com o objetivo de ensinar inglês nas escolas da região. Dos 21 aos 28 anos o poeta viveu com a família em três cidades: Tournon, Besançon (terra de Victor Hugo) e Avinhão.
Anos depois, Mallarmé conheceria os poetas Rimbaud e Paul Verlaine.
Entre setembro e dezembro de 1874, Mallarmé dirigiu e escreveu La Dernière Mode: Gazette du Monde et de la Famille, uma revista feminina. Sob os pseudônimos de Marguerite de Ponty, Miss Satin, Zizy ou Olympe la négresse, entre outros, escrevia sobre moda, culinária e educação de crianças.

## A Obra
Mallarmé se utilizava dos símbolos para expressar a verdade através da sugestão, mais que da narração. Sua poesia e sua prosa se caracterizam pela musicalidade, a experimentação gramatical e um pensamento refinado e repleto de alusões que pode resultar em um texto às vezes obscuro. Seus poemas mais conhecidos são L'après-midi d'un faune (1876), que inspirou Prélude à l'après-midi d'un Faune, do compositor Claude Debussy, e Herodias (1869). Outras obras importantes de Mallarmé são a antologia Verso e prosa (1893) e o volume de ensaios em prosa Divagações (1897).
Mallarmé destacou-se por uma literatura que se mostra ao mesmo tempo lúcida e obscura. É por isso considerado um poeta difícil e hermético. Nas famosas tertúlias literárias, em sua casa, em Paris, rue de Rome, reunia-se a elite intelectual da época para sessões de leitura e conversas sobre arte e literatura. Entre os convidados, André Gide e Oscar Wilde. Seus comentários críticos sobre literatura, arte e música estimularam enormemente os escritores simbolistas franceses, assim como aos artistas e compositores da escola impressionista, que ao final do século XIX desenvolveram uma arte espontânea em oposição ao formalismo da composição.
Um jogo de dados (Un Coup de Dés Jamais N'Abolira le Hasard) (1897) é um longo poema de versos livres e tipografia revolucionária que constitui a declaração trágica da impossibilidade de atingir o estabelecido no livro.
Também escreveu penetrantes artigos sobre a moda feminina de seu tempo.
Mallarmé desempenhou um papel fundamental na evolução da literatura no século XX, especialmente nas tendências futuristas e dadaístas. Está entre os precursores da poesia concreta, ao lado de Guillaume Apollinaire (1880–1918) e do escritor americano Ezra Pound (1885–1972).

## A Morte

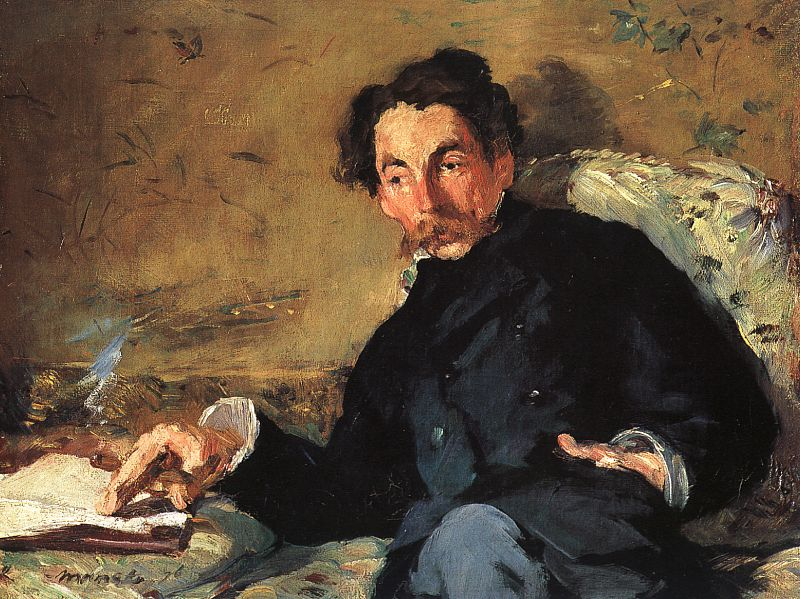
Retrato de Stéphane Mallarmé pintado por Édouard Manet.

Stéphane Mallarmé morreu em 1898, em Paris, sem ter chegado a concluir a grande obra de sua vida. A Grande Obra, com letra maiúscula, é um projeto que ele revela em cartas a amigos. Mallarmé pretende atribuir ao poeta a missão de escrever a obra que, por ser a explicação órfica da terra, submeterá ao domínio do espírito humano o acaso, símbolo da imperfeição desse espírito. Três anos antes de sua morte, ele escreve ainda um poema falando deste sonho de constituir uma Grande Obra, no sentido quase que alquímico da palavra — um livro em vários volumes que totalizasse o mistério órfico da terra.
Mallarmé morreu angustiado, sem atingir seu objetivo, mas deixou admiradores em todo o mundo e suas obras continuam a ser reeditadas, mais de 100 anos após a sua morte. A Grande Obra, para ele, seria um livro com a estrutura de uma obra arquitetônica, ligada numa espécie de sintonia com o universo. Não significava reunir todos os seus escritos, mas escrever uma nova obra, o que, para a sua grande frustração, morreu sem realizar.
Um dia antes de morrer, Mallarmé pressentiu a chegada da morte. Pediu à mulher Marie e à filha Geneviève que queimassem boa parte de seus escritos, como fizeram Franz Kafka e o poeta Virgílio. Ele morreu asfixiado no dia seguinte.

### Traduções Realizadas
- Le Corbeau de Edgar Allan Poe (1875)
- L'Étoile des Fées de W. C. Elphinstone Hope (1881)
- Poèmes de Edgar Allan Poe (1888)
- Le Ten O'Clock de James Whistler (1888)

### Traduções brasileiras
- Poemas. Trad. de José Lino Grünewald. Rio de Janeiro: Nova Fronteira, 2015.
- Brinde fúnebre e outros poemas. Trad. de Júlio Castañon Guimarães. Rio de Janeiro: 7Letras, 2007.
- Campos, Augusto de; Pignatari, Décio; Campos, Haroldo de. Mallarmé. São Paulo: Perspectiva, 2006.
- Campos, Augusto de. Poesia da recusa. São Paulo: Perspectiva, 2006.
- Simpson, Pablo. Tradução para o português de quatro sonetos de Stéphane Mallarmé para a revista Ouriço: "Le sonneur", "Salut", "Toute l’âme résumée…" e "Ô si chère de loin".